# Etla
Etla (em inglês antigo: Ætla) foi bispo de Dorchester no fim do século VII. Foi atestado cerca de 660. Na década de 670, a sede de seu bispado estava em Dorchester no Tâmisa, que esta então sob controle do Reino da Mércia.